# Quartett (Heiner Müller)
Quartett  ist ein Theaterstück von Heiner Müller. Vorlage für dieses 1980 entstandene Zweipersonenstück war der Briefroman „Gefährliche Liebschaften“ von Choderlos de Laclos von 1782. Müller stellt dem Stück die Anweisung voran: Zeitraum: Salon vor der Französischen Revolution / Bunker nach dem dritten Weltkrieg.

## Handlung
Müller schränkt die Personen der Handlung auf die beiden Antagonisten die Marquise de Merteuil und ihren ehemaligen Geliebten den Vicomte de Valmont ein. Die Marquise und der Vicomte reduzieren die Liebe auf Sex und reine Körperlichkeit, vielmehr das Reden darüber. In ständigem Rollenwechsel (Merteuil spielt Valmont und die Volange, Valmont spielt Mme de Tourvel) fechten die zwei Figuren des Stücks einen Machtkampf aus, in dem Sexualität und Sprache zur Waffe geworden sind. Gekonnte Rhetorik und Perversion werden zum Ersatz für menschliche Beziehungen und auf die Spitze getrieben, bis hin zu brutaler Selbstzerstörung. Dabei zeigt sich jedoch auch immer die Leere und eine Art Endzeitmüdigkeit, die das durch Verstrickungen, Gewohnheit und unerfüllte Sehnsucht aneinander geknüpfte Paar verspürt. Gleichzeitig zeigen sie einen ausgeprägten Galgenhumor, der dem Drama komödiantische Elemente hinzufügt.

## Aufführungen
- 1982: Schauspielhaus Bochum, Uraufführung am 7. April, Regie: B. K. Tragelehn[1]
- 1983: Kammerspiele, Schauspielhaus Frankfurt, Inszenierung: Horst Zankl, Bühnenbild: Heimo Zobernig, Premiere 14. Januar 1983
- 1983: Wiener Schauspielhaus, österreichische Erstaufführung am 5. Februar, Inszenierung: Hans Gratzer (mit Erni Mangold und Joachim Unmack)[Anm. 1]
- 1985: Schauspielhaus Köln, Inszenierung: Dimiter Gotscheff
- 1987: Schlosstheater Ludwigsburg, Inszenierung Robert Wilson
- 1987: Theater am Turm Frankfurt, Inszenierung: Michael Haneke (mit Elke Lang und Rüdiger Hacker)
- 1989: Theater im Palast Berlin, Regie: Bernd Peschke
- 1993: Primitive Science; London, Inszenierung: Marc von Henning
- 1994: Berliner Ensemble, Inszenierung: Heiner Müller, mit Marianne Hoppe und Martin Wuttke[2]
- 1994: Theater Kooperation, Solingen; Man in the Moon Theatre, London, Inszenierung: Andreas Schäfer, mit Claudia Gahrke und Gerlinde Valtin
- 1995: Freies Theater Bozen, Inszenierung Reinhard Auer, mit Gabriele Langes und Thomas Radleff
- 1999: Theater im Quadrat Halle, Inszenierung: Christoph Biermeier, mit Anke Tornow und Sigurd Bemme
- 2004: Athénée Théâtre Louis-Jouvet, Paris, Inszenierung: Hans Peter Cloos, mit Niels Arestrup und Dominique Valadié
- 2006: Schauspielhaus Wien (Koproduktion mit Toneelhuis Antwerpen), Regie: Peter Misotten
- 2006: Odéon – Théâtre de l’Europe, Paris, Regie: Robert Wilson, mit Ariel Garcia-Valdès und Isabelle Huppert
- 2007: Salzburger Festspiele, Inszenierung Barbara Frey, mit Barbara Sukowa und Jeroen Willems
- 2009: Staatsoper Stuttgart, Inszenierung: Thomas Bischoff, Musik: FM Einheit
- 2010: Hamburger Sprechwerk, Premiere am 24. Februar 2010, Inszenierung: Erik Fiebiger, mit Julia Dilg & Wolfgang Hartmann
- 2010: Stadttheater Bern, Inszenierung: Erich Sidler, mit Heidi Maria Glössner, Andri Schenardi, Mike Svoboda (Posaune), Philip Zoubek (präpariertes Klavier), Philipp Ludwig Stangl (Video, Komposition & Live-Elektronik)
- 2011: Theaterlabor Bremen, Premiere am 5. Juni 2011, Inszenierung: Andreas Menzel (mit Kathrin Steinweg, Alexander Abramyan und Anna Ewald (Querflöte))
- 2013: Deutsches Nationaltheater Weimar, Premiere am 22. Oktober 2013, Regie: Enrico Stolzenburg,  mit Elke Wieditz und Bernd Lange[3]
- 2013: Anhaltisches Theater Dessau, Premiere am 7. Dezember 2013, Regie: Axel Sichrovsky, mit Natalie Hünig und Sebastian Müller-Stahl
- 2014: Theater in der Josefstadt, Premiere am 6. Februar 2014, Regie: Hans Neuenfels, mit Elisabeth Trissenaar und Helmuth Lohner[4]
- 2016: Célestins Lyon, Premiere 6. Januar 2016, Regie: Michel Raskine, mit Marief Guittier und Thomas Perregaux[5]
- 2016: Wuppertaler Bühnen, Premiere am 4. Februar 2016, Regie: Uwe Dreysel (Solo für Uwe Dreysel)[6]
- 2016: Theater Ulm, Premiere am 9. Dezember 2016, Inszenierung: Avishai Milstein (mit Aglaja Stadelmann und Wilhelm Schlotterer)[7]
- 2018: Freies Werkstatt Theater Köln, Premiere am 5. September 2018, mit Alexandra Lowygina und Carl Bruchhäuser, Inszenierung: Catherine Umbdenstock
- 2023: Landestheater Schwaben, Premiere am 31. März 2023, mit Mirjam Smejkal und Thorsten Hamer, Inszenierung: Alexander May[8]
- 2024: Theater U34[9], Inszenierung: Henry Toma (mit Mo Sauer und Mike Sperber)

## Hörspielinszenierungen
- 1981 Regie: Hermann Naber, Südwestfunk
- 1982 Regie: Stephan Heilmann und Claude Pierre Salmony, Schweizer Rundfunk DRS

## Oper
Der italienische Komponist Luca Francesconi verarbeitete das Theaterstück in seiner Oper Quartett, die 2011 in der Mailänder Scala uraufgeführt wurde,
Deutsche Erstaufführung 2011 an der Staatsoper unter den Linden, Berlin.